# روجر تشارلز كارولين
روجر تشارلز كارولين (بالإنجليزية: Roger Charles Carolin)‏ هو عالم نبات أسترالي، ولد في 1929.